# 石澤守雄
石澤 守雄（いしざわ もりお、1906年12月24日 - 1979年4月8日）、日本の内務官僚。京都府副知事。

## 略歴・人物
東京帝国大学法学部卒業。内務省役人として京都府に赴任、鹿児島県庁に転勤後、蜷川虎三京都府知事の要請で京都に呼び戻され、京都府副知事として、蜷川府政7期（28年間）のうち3期を支え、赤字財政を立て直した。
蜷川は退任後こう語る。
「総務部長から後に副知事をやってくれた石沢守雄君がよく動いてくれました。（中略）府財政の立て直しをどうするか、あたしの理屈をよく具体化してやってくれました。自治庁の廊下を泣き声出して走っていたという話が残ってるぐらい、よく自治庁へ出かけてました。声がちょっと泣き声に似てんだけど、非常に忠実な仕事ぶりでしたよ。財政問題は蜷川がやったような顔をしてますけど、みんな石沢君のおかげです。」

## 親族
夫人の石澤千恵子（日本女子大出身）の父は初代・岡田春夫で、実兄は2代目・岡田春夫（衆議院副議長を2期務める）で、実弟は岡田晃（外交官）。他に岡田豊（フジサンケイグループ取締役）がいる。
石澤守雄亡き後も、石澤千恵子は保護司や更生保護女性会長、名誉会長として活動した。
石澤守雄の実姉の息子は佐伯隆久（東京医科歯科大卒・都内で開業外科医）その子3人も医師となり長男佐伯哲久（日大医学部卒）、長女佐伯久美子（東京大医学部卒）、次男佐伯秀久（東京大医学部卒・日本医科大付属病院部長、大学院教授）である。また、実妹の息子は春日建邦（春日内科糖尿病医院・長野市）孫は春日広一医師（現 院長）。